# Herman Wouk

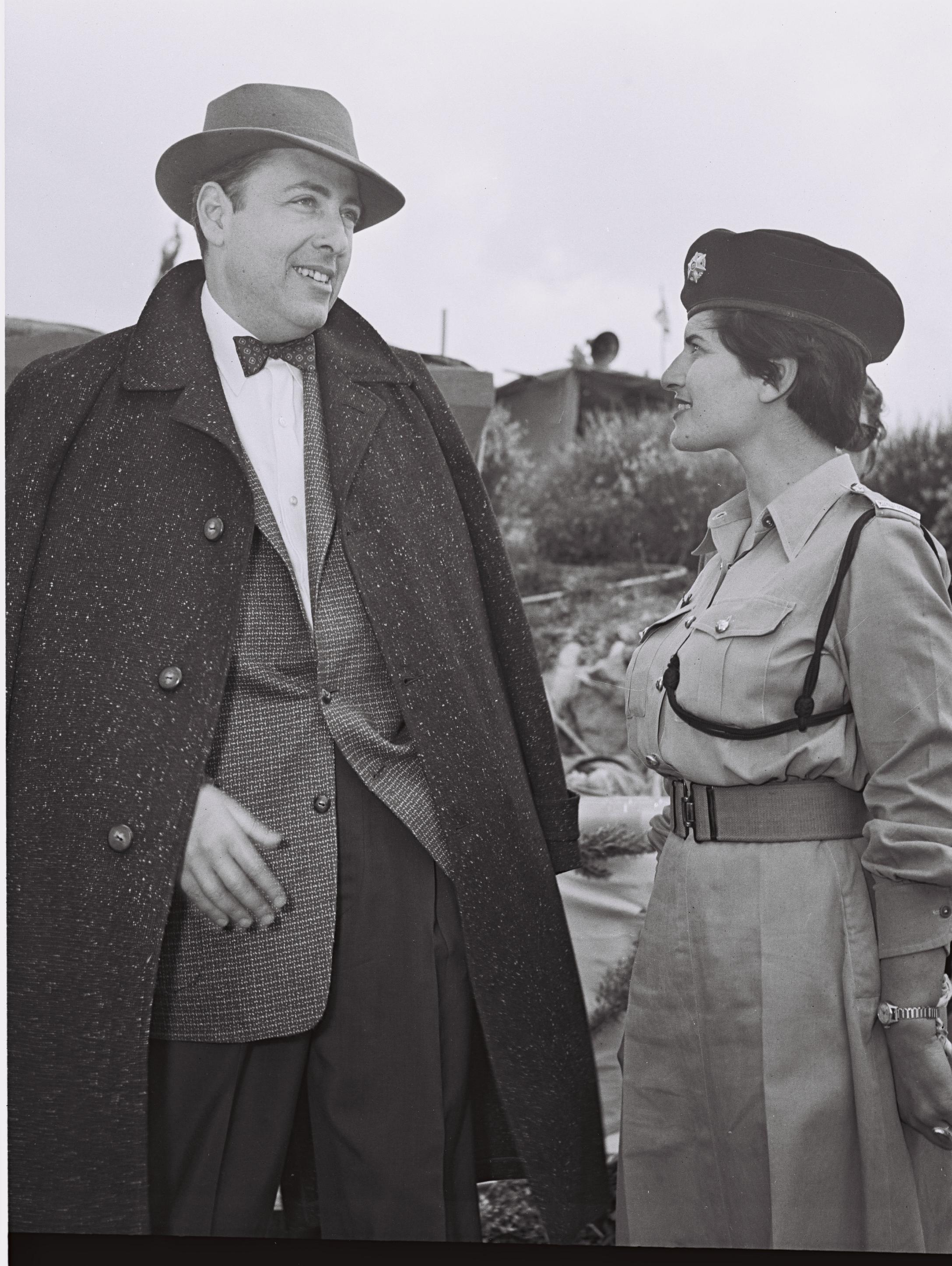
Herman Wouk in Jerusalem (1955)

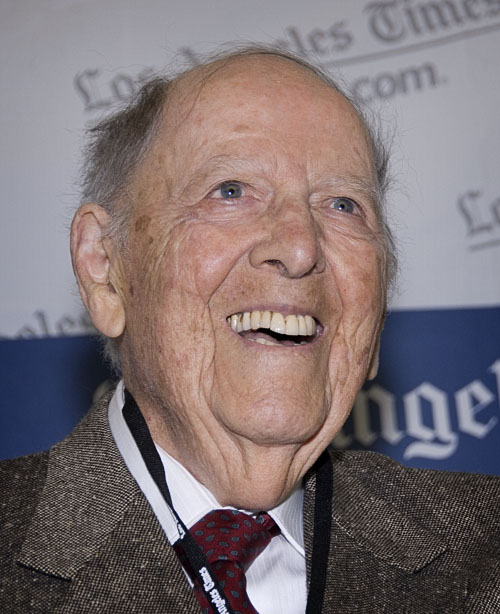
Herman Wouk (2010) im Alter von 94 Jahren

Herman Wouk (* 27. Mai 1915 in New York City; † 17. Mai 2019 in Palm Springs, Kalifornien) war ein US-amerikanischer Bestseller-Autor und Träger des Pulitzer-Preises. Er wurde auch durch die Verfilmungen seiner Werke (unter anderem Die Caine war ihr Schicksal, 1954) bekannt.

## Leben
Herman Wouk stammte aus einer russisch-jüdischen Immigrantenfamilie und verbrachte Kindheit und Jugend in der Bronx. Nach dem Besuch der Townsend Harris High School erwarb er 1934 den Grad eines Bachelor of Arts an der Columbia University. Später schrieb er für den Rundfunk.
Während des Zweiten Weltkrieges diente er in der US Navy auf Minensuchbooten und begann nebenbei mit seinem ersten Roman Aurora Dawn. Auch seine späteren Werke spielten oft im Rahmen des Zweiten Weltkrieges: Für seinen 1951 erschienenen Roman The Caine Mutiny über eine Meuterei auf einem US-Kriegsschiff gewann er den Pulitzer-Preis für Belletristik. Der Roman wurde 1954 erfolgreich mit Humphrey Bogart in der Hauptrolle verfilmt. Auch der Bestseller The Winds of War (1971) und seine Fortsetzung War and Remembrance (1978) handelten den Zweiten Weltkrieg ab und wurden jeweils zu Miniserien mit Robert Mitchum verarbeitet. Er widmete sich aber auch anderen historischen Epochen oder wissenschaftlichen Themen, sein Roman A Hole in Texas beschreibt beispielsweise die Entdeckung des Higgs-Bosons. Bis heute wurden Wouks Romane in mindestens 27 Sprachen übersetzt.
1945 heiratete er Betty Sarah Brown (1920–2011), mit der er drei Söhne bekam. Sie wirkte über viele Jahrzehnte als literarische Agentin ihres Mannes. Anlässlich seines 100. Geburtstags veröffentlichte Herman Wouk im Januar 2016 einen Band mit autobiographischen Notizen unter dem Titel Sailor and Fiddler: Reflections of a 100-Year-Old Author.
Wouk starb im Mai 2019, zehn Tage vor seinem 104. Geburtstag, im Schlaf in seinem Haus in Palm Springs, Kalifornien, wo er bis zuletzt an einem Buch gearbeitet hatte.

## Auszeichnungen und Ehrungen
- 1952 Pulitzer-Preis
- 1998 Guardian of Zion Award

## Zionismus
Herman Wouk war ein Anhänger der zionistischen Idee, setzte sich für sie ein und erhielt 1998 den Guardian of Zion Award.
Er äußerte dazu: „Zionism is a single long action of lifesaving, of snatching great masses of people out of the path of sure extinction.“ (This is My God, 1959, Seite 264)

## Werke
Romane
- Aurora schaumgeboren. Roman („Aurora Dawn“). Goldmann, München 1984, ISBN 3-442-06866-5 (besteht aus den Teilen Rosa ist Aurora oder Die wahre Geschichte von Andrew Reale, enthaltend die getreue Schilderung des grossen Skandals nebst vollständigem Wortlaut von Michael Wildes Rede und Father Stanfields Predigt und Die Seifenblase)
- Das Land im Mond. SF-Roman („The Lomokome Papers“). Goldmann, München 1983, ISBN 3-442-23439-5 (früherer Titel Das Lokomon-Dokument)
- Großstadt-Junge. Roman („The City Boy“). 5. Aufl. Heyne, München 1978, ISBN 3-453-00484-1
- Die Caine war ihr Schicksal. Roman; 1952. („The Caine Mutiny“). Bechtermünz Verlag, Augsburg 2000, ISBN 3-8289-6777-9
- Marjorie Morningstar. Roman („Marjorie Morningstar“). Goldmann, München 1985, ISBN 3-442-06787-1
- Sturmflug. Roman („Slattery's Hurricane“). 6. Aufl. Heyne, München 1981, ISBN 3-453-00665-8
- Ein Mann kam nach New York. Roman („Youngblood Hawke“). Goldmann, München 1987, ISBN 3-442-08661-2 (früherer Titel Arthur Hawke)
- Nie endet der Karneval. Roman („Don’t Stop the Carnival“). Goldmann, München 1987, ISBN 3-442-08627-2
- Der Feuersturm. Roman („The Winds of War“). Neuaufl. Goldmann, München 1992, ISBN 3-442-08538-1 (Fortsetzung unter dem Titel Der Krieg), verfilmt als Der Feuersturm
- Der Krieg. Von Pearl Harbor bis zur Wende an der Ostfront; Roman („War and Remembrance, Bd. 1“). Knaur, München 1982, ISBN 3-426-00820-3 (Fortsetzung unter dem Titel Weltsturm)
- Weltsturm. Von Stalingrad bis Dresden und Hiroshima; Roman („War and Remembrance, Bd. 2“). Knaur, München 1983, ISBN 3-426-01078-X (Fortsetzung von Der Krieg)
- Der Enkel des Rabbi. Roman („Inside, Outside“, 1985). Knaus, München/Hamburg 1986, ISBN 3-8135-0144-2
- Das Land der Hoffnung. Roman („The Hope“). Goldmann, München 1997, ISBN 3-442-43759-8
- The Glory. A novel. Little Brown, Boston, Mass. 1994, ISBN 0-316-95525-6
- A Hole in Texas. A novel. Little Brown, Boston, Mass. 2004, ISBN 0-316-52590-1
- The Lawgiver. A novel. Simon & Schuster. 2012, ISBN 978-1-4711-1254-6

Theaterstücke
- Der Verräter. ein Stück in zwei Akten („The Traitor“). Fischer, Frankfurt/M. 1960
- Die Caine war ihr Schicksal. Ein Stück in zwei Akten („The Caine Mutiny Court-Martial“). Verlag Hunziger, Bad Homburg 1982
- Nature's Way. Comedy in 2 acts. 2. Aufl. Doubleday, Garden City, N.Y. 1958

Sachbücher
- Er ist mein Gott („This is My God. The Jewish Way of Life“). Krüger Verlag, Hamburg 1961
- The Will to Live On. The Resurgence of Jewish Heritage. Cliff Street Books, New York 2000, ISBN 0-06-019608-4
- The Language God Talks. On Science and Religion. Little Brown, New York 2010, ISBN 978-0-316-07845-0
- Sailor and Fiddler. Reflections of a 100-Year-Old Author. Simon & Schuster, New York 2016, ISBN 978-1-5011-2854-7

## Verfilmungen (Auswahl)
- Slattery’s Hurricane (dt. Sturmflug) (USA, 1949), unter der Regie von André De Toth, mit Richard Widmark, Linda Darnell, Veronica Lake u. a. Wouk schrieb als Ko-Autor am Drehbuch mit.
- The Caine Mutiny (dt. Die Caine war ihr Schicksal) (USA, 1954), unter der Regie von Edward Dmytryk, mit Humphrey Bogart, José Ferrer, Van Johnson, Fred MacMurray u. a.
- Marjorie Morningstar (dt. Die Liebe der Marjorie Morningstar) (USA, 1958), unter der Regie von Irving Rapper, mit Gene Kelly, Natalie Wood, Claire Trevor u. a.
- Youngblood Hawke (USA, 1964), unter der Regie von Delmer Daves, mit James Franciscus, Suzanne Pleshette u. a.
- The Winds of War (dt. Der Feuersturm) (TV-Serie, USA, 1983), unter der Regie von Dan Curtis, mit Robert Mitchum, Ali MacGraw, Jan-Michael Vincent u. a.
- War and Remembrance (dt. Feuersturm und Asche) (TV-Serie, USA, 1988), unter der Regie von Dan Curtis u. Tommy Groszman, mit Robert Mitchum, Jane Seymour u. a.